# Metrionella
Metrionella is een geslacht van kevers uit de familie bladkevers (Chrysomelidae).
De wetenschappelijke naam van het geslacht werd in 1932 gepubliceerd door Spaeth.

## Soorten
- Metrionella erratica (Boheman, 1855)
- Metrionella tucumana Borowiec, 2006
- Metrionella tumacoensis Borowiec, 2002